# بلا اسم (رواية)
بلا اسم هي رواية بقلم ويلكي كولينز، نُشرت لأول مرة عام 1862. يدور موضوعها الرئيسي حول فساد النسب. وكانت الرواية قد نشرت مسلسلة أولا في مجلة تشارلز ديكنز طوال العام قبل نشر الكتاب.

## ملخص القصة
يبدأ المشهد الأول في عام 1846، في «كوم رايفن» في West Somerset ، حيث المنزل الريفي لعائلة فانستون الثرية: المكونة من أندرو فانستون وزوجته وابنتيهما. الكبرى نورا، 26 سنة، سعيدة وهادئة. والصغرى مجدلين، 18 سنة، جميلة لكنها متقلبة وعنيدة. تعيش الأسرة في سلام ورضا، مع مربية الفتيات السابقة، الآنسة غارث.
من خلال التمثيل في مسرحيات هواة، تكتشف مجدلين أنها ممثلة موهوبة وتقع في حب فرانك كلير الذي يشارك أيضًا في المسرحية. وكان فرانك، الابن العاطل ولكن الوسيم لجارهم غير الثري قد حاول، على مضض، الالتحاق بمهنة لكنه فشل وبالرغم من ذلك، يرغب الشابان في الزواج إذ أن ثروة مجدلين تستطيع دعمهما بسهولة.
يوافق والديهما على الزواج، ولكن قبل أن يتم الزواج، يموت السيد فانستون في حادث قطار وتموت السيدة فانستون أثناء الولادة. ويخبر محامي الأسرة، السيد بندريل، نورا ومجدلين أنه على الرغم من المظاهر، فإن والديهما لم يتزوجا إلا قبل بضعة أشهر، وأن زواجهما أبطل الوصية التي كانت قد تركت كل شيء للبنتين.
وبما أن البنتين غير شرعيتين فليس لهن اسم ولا حقوق ولا ممتلكات. أما كومب-رافين وثروة العائلة بأكملها فيرثها الأخ الأكبر لأندرو، مايكل فانستون، المجافي بشدة للأسرة منذ سنوات. ويرفض فانستون تقديم أي مساعدة للبنتين اليتيمتين. فتشرع البنتان لشق طريقهما في العالم بمساعدة مربيتهما فقط..
تدور أحداث المشهد الثاني في يورك، حيث يعثر الكابتن راج، وهو قريب بعيد لوالدتها، على مجدلين، ويعترف لها بأنه محتال محترف. ثم يساعدها في بدء مسيرتها على المسرح مقابل نصيب من العائدات. أما زوجته ماتيلدا، والتي كان قد تزوجها للحصول على ميراث متوقع، فهي ضخمة الجسد ولطيفة ولكنها بطيئة عقليًا؛ ولهذا تجب مراقبتها كطفلة.
تدور أحداث المشهد الثالث في فوكسهول ووك، لامبيث.بعد أن تكسب مجدلين شيئا من المال، تتخلى عن المسرح وتخطط لاستعادة ميراثها. يموت مايكل فانستون. ويرثه ابنه الوحيد نويل، وهو مريض وتعتني به مدبرة منزله، فيرجيني ليكونت، وهي امرأة حادة الذكاء تأمل في أن ترث أمواله. تذهب مجدلين إلى لامبيث متنكرة في زي الآنسة غارث لتزور نويل وترى كيف هي الحال، لكن السيدة.ليكونت تكشف تنكرها وتقطع قطعة من حافة فستانها البني من قماش الألبكة كدليل على خداع مجدلين.
تدور أحداث المشهد الرابع في أدلبراه، سفك، حيث تحاول مجدلين تنفيذ مؤامراتها لاستعادة ميراثها من خلال الزواج من نويل فانستون تحت اسم مستعار، تحت رعاية الكابتن والسيدة راج اللذان يؤديان دور عمها وزوجته. وهناك يراها الكابتن كيرك وهو قبطان بحر فيغرم بها لكنها تنزعج من اهتمامه بها. ويشرع الكابتن راج والسيدة ليكونت بالتآمر الواحد ضد الآخر ويحاولان التفوق على بعضهما البعض وفي النهاية ترسل السيدة ليكونت إلى إذدار كاذب في زيورخ. يرتب الكابتن راج زواج نويل ومجدلين على أساس أنه سيتلقى دفعة وعدت بها مجدلين ولن يكون له أي اتصال آخر بها بعد ذلك.
المشهد الخامس في Baliol Cottage ،Dumfries . نويل وحيد، حيث غادرت زوجته لزيارة أصدقاء لها في لندن. في هذه الأثناء تعود السيدة. ليكونت من زيورخ وبمساعدة قطعة قماش من فستان الألبكة البني، تكشف له حقيقة زوجته، تحت توجيهها، يقوم نويل، بإعادة كتابة وصيته، ويحرم زوجته من الميراث تاركا إرثًا محترمًا لـليكونت والباقي لالأدميرال بارترام، قريبه. وبحث من ليكونت أيضًا يكتب نويل إلى الأدميرال بارترام تعهد سري، ويوجهه بأن يعطي المال إلى الشاب جورج بارترام، ولكن فقط بشرط أن يتزوج من امرأة لا تكون أرملة في غضون ستة أشهر. هذا التعهد السري يحول دون تزوج مجدلين من جورج لاستعادة الميراث. يحاول نويل كتابة رسالة إدانة غاضبة لزوجته لكن قلبه الضعيف لا يحتمل الإجهاد فيموت.
يقع المشهد السادس في St John's Wood حيث تستأجر مجدلين مسكنا.تجافي مجدلين نورا والآنسة جارث معتقدة أنهما كشفتا عن مكان زوجها للسيدة ليكونت وتخطط للتنكر بزي خادمة إستقبال للتسلل إلى منزل الأدميرال بارترام لتبحث عن وثيقة التعهد السري. تقوم خادمتها لويزا بتدريبها على هذا الدور مقابل أن تمنحهها مجدلين المال للزواج من خطيبها والد طفلها غير الشرعي والهجرة إلى أستراليا.
المشهد السابع في سانت كروكس، منزل بارترام الريفي. مجدلين، التي تعمل كخادمة استقبال تحت اسم لويزا للأدميرال بارترام، تبحث في المنزل عن التعهد السري. في النهاية، تحدد مكانه باتباع الأدميرال بارترام وهو يمشي نائمًا، لكنها تكشف وتغادر المنزل سراً قبل أن يتم تسريحها بتهمة السرقة.
المشهد الأخير يقع في منزل فقير، اسمه مبنى هارون. مجدلين مريضة ومعدمة، وعلى وشك أن ترسل إلى المستشفى أو ملجأ الفقراء، عندما يظهر رجل وسيم وينقذها. إنه الكابتن كيرك، البحار الذي أغرم بها بها بعد رؤيتها مرة واحدة في أدلبراه. في هذه الأثناء، تتزوج نورا من جورج بارترام، وبالتالي تستعيد ميراث فانستون عن غير قصد.. تعجب مجدلين، باستقامة نورا والكابتن كيرك، وتعترف له بماضيها المخزي وتؤكد أنها ستعيش حياة تليق به من الآن فصاعدًا. تنتهي الرواية بإعلان كيرك ومجدلين عن حبهما المتبادل.

## الاقتباسات
حولت الرواية إلى دراما بعنوان إغراء عظيم من قبل كولينز وويبرت ريف، اللذان قاما بدور «الكابتن وراج» بأداء عظيم.
حولت الرواية إلى عمل بالراديو.وبث على راديو بي بي سي 4 في ست حلقات، من 24 سبتمبر إلى 29 أكتوبر 1989 وأعيد على راديو بي بي سي 4 إكسترا ابتداءً من 4 مارس 2013، ومرة أخرى في أكتوبر 2019.

## الشخصيات

### الشخصيات الرئيسية
- مجدلين فانستون - البطلة. شابة عنيدة ذات موهبة في التمثيل مصممة على استعادة ميراث عائلتها المفقود؛ تبلغ من العمر 18 عامًا عند بداية الرواية
- نورا فانستون - أخت مجدلين الكبرى بتسع سنوات
- الكابتن هوراشيو راج - محتال جريء وهو أيضًا خال الأختين فانستون.
- نويل فانستون - ابن عم مجدلين ونورا؛ ابن مايكل فانستون
- السيدة ليكونت - مدبرة منزل نويل فانستون المتسلطة.

### الشخصيات ثانوية
- أندرو فانستون - والد مجدلين ونورا
- الآنسة هارييت جارث - مربية الأختين فانستون
- فرانسيس كلير، الأب - الجار المتهكم لعائلة فانستون
- فرانسيس (فرانك) كلير الابن - حبيب مجدلين فانستون
- السيد بندريل - محامي عائلة أندرو فانستون
- مايكل فانستون - العم المنتقم لأخوات فانستون؛ والد نويل فانستون
- ماتيلدا راج - زوجة الكابتن هوراشيو راج؛ عملاقة بعقل طفل
- روبرت كيرك - قبطان في مصلحة التجار، يقع في حب مجدلين
- لويزا - خادمة السيدة مجدلين أثناء خطوبتها وزواجها
- الأدميرال بارترام - ابن عم نويل فانستون، الذي تدخل مجدلين في خدمته تحت اسم مستعار
- السيد ميريك - ممارس عام للجراجة
- السيد والسيدة مارابل - عائلة تعيش في Evergreen Lodge ، كليفتون، مولعة بـ «العروض المسرحية الخاصة»
- جون لوسكومب - محامي نويل فانستون الذي يعمل أيضًا مستشارًا للسيدة لاكونت
- السيدة دريك - مدبرة منزل الأدميرال بارترام في سانت كروكس مارش
- السيد مازي - «رئيس ملاحي الأدميرال»؛ صديق الأدميرال بارترام المسن

## روابط خارجية
No Name public domain audiobook at LibriVox
كتاب مجاني: No Name على مشروع غوتنبرغ